# Revezamento 4 × 400 metros (misto)
Revezamento 4x400 metros misto é uma prova do atletismo de 4x400 metros com a equipe sendo composta de dois homens e duas mulheres, que correm cada um deles uma volta inteira na pista (400 metros) na ordem em que desejarem. Introduzida no programa atlético no  World Athletics Relays em 2017, realizado em Nassau, nas Bahamas, foi oficialmente disputado no Campeonato Mundial de Atletismo de 2019, em Doha, Qatar, e introduzido nos Jogos Olímpicos em Tóquio 2020, disputados em 2021 por causa de pandemia de Covid-19. A Polônia foi a primeira campeã olímpica desta prova.
Parte da razão para a criação desta nova modalidade, é que, dependendo da ordem dos velocistas escolhida pelas esquipes, a prova poderá ser uma das mais emocionantes para o público, pela diferença de velocidade entre os corredores, com homens correndo contra mulheres, e a vitória imprevisível de uma delas. Todas as equipes que correram no Mundial de Revezamento de 2017 nas Bahamas escolheram a ordem H-M-M-H. No Mundial de Atletismo de Doha, em 2019, todos escolheram a mesma ordem, com exceção do revezamento polonês que optou por H-H-M-M.

## Regras
Quatro velocistas competem em equipe dando uma volta inteira na pista. A primeira volta é corrida dentro de raias pré-designadas, assim como a segunda, até começo da reta de chegada. A partir daí, sem mais raias demarcadas, os atletas disputam a prova juntos geralmente correndo na mesma raia, cada um deles sempre portando um bastão a ser entregue ao corredor posterior, que o recebe dentro da zona de troca, uma área de dez metros de comprimento marcada a partir da linha de chegada nas pistas de atletismo. Vence a equipe cujo último atleta cruzar a linha de chegada primeiro com o bastão nas mãos.

## Recordes
O primeiro recorde mundial desta prova reconhecido pela World Athletics foi o tempo do vencedor no Campeonato Mundial de Atletismo de 2019, a equipe dos Estados Unidos, primeira vez que ela foi disputada oficialmente. O atual recorde mundial e olímpico são o mesmo.
| Recorde          | Marca   | País           | Atletas                                                     | Data          | Local      |
| Recorde mundial  | 3:07.41 | Estados Unidos | Vernon Norwood, Shamier Little, Bryce Deadmon, Kaylyn Brown | 2 agosto 2024 | Paris      |
| Recorde olímpico | 3:07.41 | Estados Unidos | Vernon Norwood, Shamier Little, Bryce Deadmon, Kaylyn Brown | 2 agosto 2024 | Paris 2024 |

## Melhores marcas mundiais
As marcas abaixo são de acordo com a World Athletics.
| Posição | Tempo   | País           | Atletas                                                                 | Data             | Local     |
| ------- | ------- | -------------- | ----------------------------------------------------------------------- | ---------------- | --------- |
| 1       | 3:07.41 | Estados Unidos | Vernon Norwood, Shamier Little, Bryce Deadmon, Kaylyn Brown             | 2 agosto 2024    | Paris     |
| 2       | 3:07.43 | Países Baixos  | Eugene Omalla, Lieke Klaver, Isaya Klein Ikkink, Femke Bol              | 3 agosto 2024    | Paris     |
| 3       | 3:07.74 | Estados Unidos | Vernon Norwood, Shamier Little, Bryce Deadmon, Kaylyn Brown             | 3 agosto 2024    | Paris     |
| 4       | 3:08.01 | Reino Unido    | Samuel Reardon, Laviai Nielsen, Alex Haydock-Wilson, Amber Hanning      | 3 agosto 2024    | Paris     |
| 5       | 3:08.80 | Estados Unidos | Justin Robinson, Rosey Effiong, Matthew Boling, Alexis Holmes           | 19 agosto 2023   | Budapeste |
| 6       | 3:09.34 | Estados Unidos | Wilbert London, Allyson Felix, Courtney Okolo, Michael Cherry           | 29 setembro 2019 | Doha      |
| 7       | 3:09.36 | Bélgica        | Jonathan Sacoor, Helena Ponette, Alexander Doom, Naomi van den Broeck   | 3 agosto 2024    | Paris     |
| 8       | 3:09.43 | Polónia        | Maksymilian Szwed, Justyna Święty, Daniel Soltysiak, Natalia Bukowiecka | 29 junho 2025    | Madri     |
| 9       | 3:09.54 | Estados Unidos | Chris Robinson, Courtney Okolo, Johnnie Blockburger, Lynna Irby-Jackson | 11 maio 2025     | Guangzhou |
| 10      | 3:09.66 | Itália         | Edoardo Scotti, Virginia Troiani, Vladimir Aceti, Alice Mangione        | 29 junho 2025    | Madri     |
| 10      | 3:09.66 | Reino Unido    | Samuel Reardon, Lina Nielsen, Tobby Harries, Emily Newnham              | 29 junho 2025    | Madri     |

## Melhores marcas olímpicas
As marcas abaixo são de acordo com o Comitê Olímpico Internacional – COI.
| Posição | Tempo   | País                 | Atleta                                                                        | Medalha | Local       |
| ------- | ------- | -------------------- | ----------------------------------------------------------------------------- | ------- | ----------- |
| 1       | 3:07.41 | Estados Unidos       | Vernon Norwood, Shamier Little, Bryce Deadmon, Kaylyn Brown                   |         | Paris 2024  |
| 2       | 3:07.43 | Países Baixos        | Eugene Omalla, Lieke Klaver, Isaya Klein Ikkink, Femke Bol                    | ouro    | Paris 2024  |
| 3       | 3:07.74 | Estados Unidos       | Vernon Norwood, Shamier Little, Bryce Deadmon, Kaylyn Brown                   | prata   | Paris 2024  |
| 4       | 3:08.01 | Reino Unido          | Samuel Reardon, Laviai Nielsen, Alex Haydock-Wilson, Amber Hanning            | bronze  | Paris 2024  |
| 5       | 3:09.36 | Bélgica              | Jonathan Sacoor, Helena Ponette, Alexander Doom, Naomi van den Broeck         |         | Paris 2024  |
| 6       | 3:09.87 | Polónia              | Karol Zalewski, Natalia Kaczmarek, Justyna Święty-Ersetic , Kajetan Duszynski | ouro    | Tóquio 2020 |
| 7       | 3:10.21 | República Dominicana | Lidio Feliz, Marileidy Paulino, Anabal Ventura, Alexander Ogando              | prata   | Tóquio 2020 |
| 8       | 3:10.22 | Estados Unidos       | Trevor Stewart, Kendall Ellis, Kaylin Whitney, Vernon Norwood                 | bronze  | Tóquio 2020 |
| 9       | 3:10.36 | Países Baixos        | Liemarvin Bonevacia, Lieke Klaver, Femke Bol, Ramsey Angela                   |         | Tóquio 2020 |
| 10      | 3:10.44 | Polónia              | Dariusz Kowaluk, Iga Baumgart, Malgorzata Holub-Kowalik, Kajetan Duszynski    |         | Tóquio 2020 |

 * A marca dos EUA (3:07.41), recorde olímpico e mundial, foi conseguida na semifinal de Paris 2024. A marca da Polônia (3:10.44) foi conseguida nas eliminatórias de Tóquio 2020.

## Marcas da lusofonia
| País     | Marca    | Atletas                                                             | Ano  | Local  |        |
| Brasil   | 3:15.89  | Anderson Henriques, Tiffany Marinho, Tabata Carvalho, Pedro Burmann | 2021 | Tóquio | [ 9 ]  |
| Portugal | 3:19.63. | Ricardo dos Santos, Cátia Azevedo, Rivinilda Mentai, João Coelho    | 2019 | Minsk  | [ 10 ] |